# Дементьев, Игорь Петрович
И́горь Петро́вич Деме́нтьев (1925 — 1998) — советский и российский историк-американист, доктор исторических наук (1971), профессор (1973).

## Биографические сведения
В 1951 году окончил исторический факультет Московского университета. С 1954 года работал на кафедре новой и новейшей истории МГУ. Специалист в области общественной мысли США, истории американской исторической науки.
В 1955 году защитил кандидатскую диссертацию «Американская буржуазная историография гражданской войны 1861—1865 гг. в США» (научный руководитель — И. С. Галкин). В 1971 году защитил докторскую диссертацию «Идейная борьба в США по вопросам империалистической экспансии на рубеже XIX—XX вв.»
Лауреат Ломоносовской премии II степени (1975).
Умер в 1998 году. Похоронен на Хованском кладбище.

## Основные публикации
- Американская историография гражданской войны в США (1861—1865). — М.: Издательство МГУ, 1963.
- Идейная борьба в США по вопросам экспансии (на рубеже XIX—XX веков). — М.: Издательство МГУ, 1973.
- U. S. A. Imperialists and Anty-Imperialists (The Great Foreing Polycy Debates at the turn of the Centure). — Moscow: Progress Publishers, 1979. (англ.)